# Brycon gouldingi
Brycon gouldingi är en fiskart som beskrevs av Lima 2004. Brycon gouldingi ingår i släktet Brycon och familjen Characidae. Inga underarter finns listade.